# Devara Amanikere, Tumkur
Devara Amanikere là một làng thuộc tehsil Tumkur, huyện Tumkur, bang Karnataka, Ấn Độ.